# Johannes van Muyden

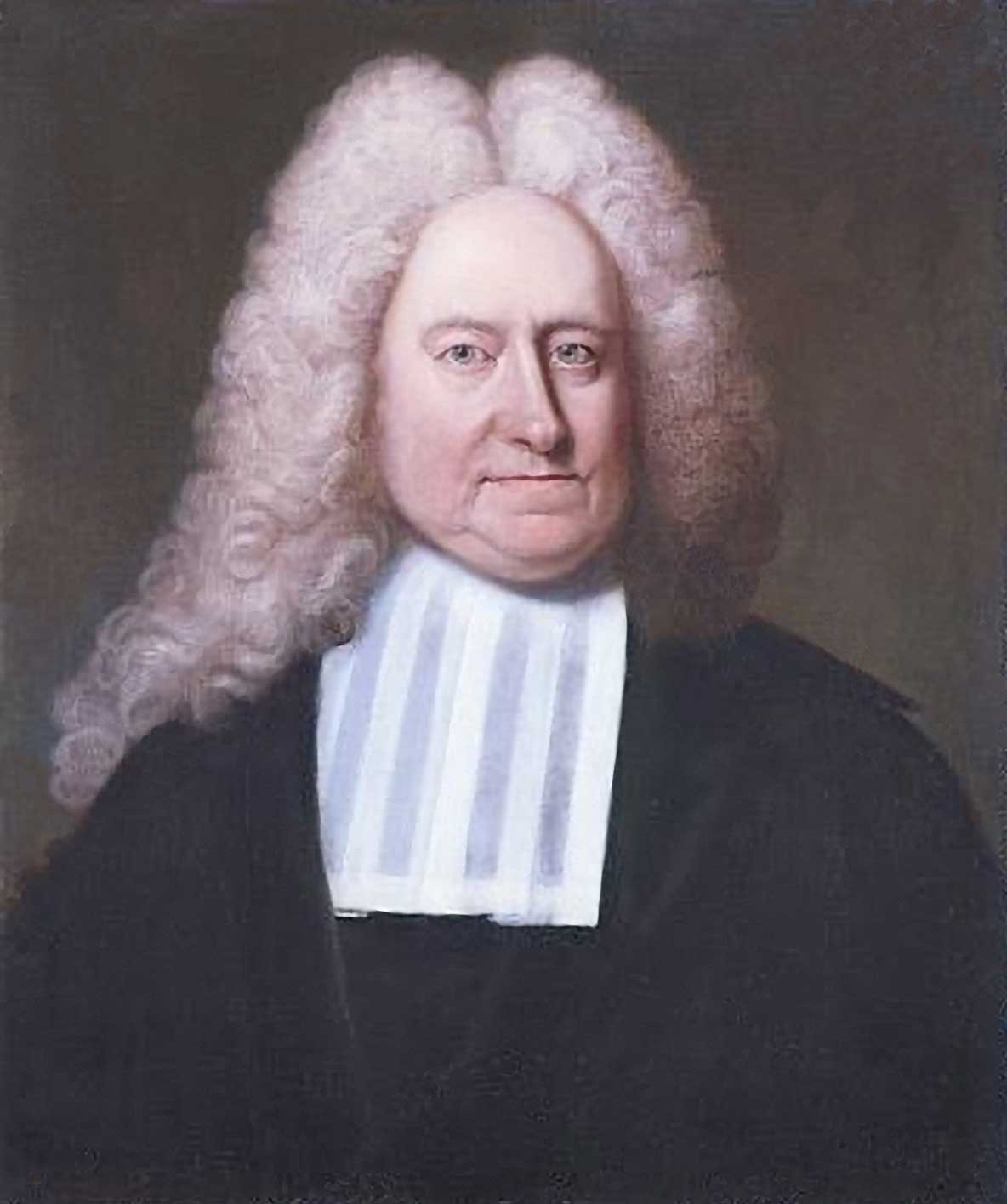
Johannes van Muyden

Johannes van Muyden (* 26. Januar 1652 in Utrecht; † 25. Mai 1729 ebenda) war ein niederländischer Jurist.

## Leben
Der Sohn des Johann van Muyden und dessen Frau Aletta Splinter hatte seine Grundbildung an der Hieronymusschule in Utrecht erhalten. Anfang 1673 immatrikulierte er sich unter dem Rektorat von Johannes de Bruin an der Universität Utrecht und promovierte am 21. Juni 1673 zum Doktor der Rechte mit der Disputatio juridica inauguralis ad legem juliam & papiam. Danach wurde er im selben Jahr Lehrer der vierten Klasse an der Hieronymusschule und stieg 1679 zum Konrektor der Bildungseinrichtung auf. Am 27. Dezember 1680 beriefen ihn die Kuratoren der Utrechter Hochschule zum außerordentlichen Professor des römischen Rechts an die juristische Fakultät, welches Amt er am 10. Februar 1681 mit der Rede De justitia antrat. 
Am 8. Oktober 1683 wurde er ordentlicher Professor für römisches Recht, was er bis zu seiner Emeritierung 1723 blieb. Sechs Jahre später verstarb er. Er hatte sich als Utrechter Hochschullehrer auch an den organisatorischen Aufgaben der Akademie beteiligt und war 1687/88, 1701/02, 1713/14 sowie 1719/20 Rektor der Alma Mater. Dazu hielt er bei der Niederlegung des Rektorats die Reden Oraties de Fide haereticis servanda, de Constantia maiorum in constituenda hac republica, An Judaei tempore Servatoris habuerint merum imperium und de Philosophis et medicis. Er war auch Ratsherr (Senator?) in der Kammer des Gerichtshofs Vianen.
Muyden war zwei Mal verheiratet. Seine erste Ehe schloss er 1673 mit Petronella van Dael († 1683). Seine zweite Ehe ging er 1684 mit Adriana van Benthem ein. Aus den Ehen stammen verschiedene Kinder.

## Werke
- Compendiosa Institutionum Justiniani Tractatio in usum collegiorum. Utrecht 1694
- Compendiosa Pandectarum Tractatio, cui Divortia Juris Canonici a Civili suis locis subjecta sunt, edita in usum collegiorum. Utrecht 1695

## Weblink
- Catalogus Professorum Academiae Rheno-Traiectinae

| Personendaten    | Personendaten           |
| ---------------- | ----------------------- |
| NAME             | Muyden, Johannes van    |
| KURZBESCHREIBUNG | niederländischer Jurist |
| GEBURTSDATUM     | 26. Januar 1652         |
| GEBURTSORT       | Utrecht                 |
| STERBEDATUM      | 25. Mai 1729            |
| STERBEORT        | Utrecht                 |